# Battaglia di San Lorenzo
La battaglia di San Lorenzo fu uno scontro bellico combattuto il 3 febbraio 1813 a San Lorenzo, nell'allora territorio delle Province Unite del Río de la Plata. Un contingente spagnolo guidato da Antonio Zabala fu sconfitto dal Reggimento di Granatieri a Cavallo, comandato da José de San Martín. La battaglia fu il battesimo del fuoco per l'unità, e la prima azione bellica a cui partecipò San Martín nelle guerre d'indipendenza ispanoamericana.
Durante il secondo assedio di Montevideo, gli spagnoli, asserragliati nella città, tentarono di approvvigionarsi effettuando una serie di incursioni nelle città e nei villaggi situati sulle sponde dei fiumi Uruguay e Paraná, approfittando della loro supremazia navale. José de San Martín, che era arrivato in America da poco e aveva appena fondato il suo reggimento, seguì le imbarcazioni spagnole fino a San Lorenzo, dove si nascose durante la notte nel convento francescano di San Carlos; all'alba effettuò una manovra d'aggiramento per intrappolare le forze nemiche.
San Martín fu ferito, cadde da cavallo e rischiò di essere ucciso, ma fu salvato dall'intervento di due suoi soldati, Juan Bautista Baigorria e Juan Bautista Cabral; quest'ultimo morì nell'azione. I realisti furono sconfitti, ma continuarono le loro incursioni via fiume fino alla sconfitta della loro flotta per mano della nuova squadriglia navale patriota.
La battaglia fu l'unica combattuta da San Martín nel territorio della moderna Argentina. Lo scontro ha ispirato la composizione di una delle più famose marce militari del mondo, la Marcia di San Lorenzo.

## Antefatti
Dopo aver vissuto un periodo di difficoltà nella sua guerra d'indipendenza, a partire dal 1812 i vari governi succedutisi a Buenos Aires dopo la Rivoluzione di Maggio videro migliorare le proprie prospettive. Mentre le sconfitte di Manuel Belgrano in Paraguay e di Juan José Castelli in Alto Perù avevano finito con il generare una crisi politica, la vittoria di Belgrano a Tucumán diede nuove speranze alla rivoluzione, rafforzate presto dalla vittoria nella battaglia di Salta.
Montevideo, divenuta capitale del Vicereame del Río de la Plata dopo la rivoluzione a Buenos Aires, fu cinta d'assedio dall'esercito patriota di José Rondeau e dalle milizie della Banda Oriental guidate da José Gervasio Artigas, ribellatesi anch'esse contro gli spagnoli. La città mantenne tuttavia la sua supremazia navale su Buenos Aires, inviando le proprie imbarcazioni a compiere incursioni lungo i fiumi Uruguay e Paraná per reperire risorse nonostante l'assedio. Montevideo allestì una flotta per distruggere le batterie costiere di Rosario e Punta Gorda, lungo il Paraná, ma l'azione fu vanificata dalla decisione presa a Buenos Aires di smantellarle, in quanto non si riteneva utile la loro difesa.

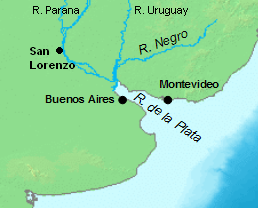
La posizione di San Lorenzo nel bacino del Río de la Plata.

Nel gennaio del 1813, una spedizione navale realista composta da 11 imbarcazioni, con più di 300 combattenti a bordo, salpò da Montevideo e cominciò a risalire il Paraná, pur rallentata dai venti settentrionali. Il Secondo Triumvirato promosse José de San Martín al grado di colonnello e gli ordinò di seguirle da terra con il Reggimento di Granatieri a Cavallo per bloccare questo tipo di incursioni. San Martín era stato influenzato in Europa dalle innovazioni belliche di Napoleone e aveva addestrato il suo reggimento con le più moderne tattiche militari usate nelle guerre napoleoniche.
San Martín partì con il reggimento verso Rosario, costeggiando il fiume e muovendosi di notte per non essere visto dagli spagnoli; ai suoi 125 uomini avrebbe potuto unire la milizia presente a Rosario, composta da 22 fucilieri, 30 cavalieri, un piccolo cannone con 6 serventi e altri uomini armati di coltello, tutti comandati da Celadonio Escalada. Un centinaio di realisti sbarcò nei pressi del convento di San Carlos, ma non poté razziare che qualche gallina e alcuni meloni, dal momento che la popolazione, allertata, aveva allontanato il proprio bestiame dalle rive. Escalada giunse a San Lorenzo prima del grosso del contingente patriota, ma la nube di polvere che alzarono i suoi uomini dal cammino di Rosario mise in allarme gli spagnoli; il comandante della milizia aprì il fuoco contro i soldati realisti, che stavano già tornando sulle loro navi, ma la maggiore gittata dell'artiglieria di questi ultimi lo obbligarono a ritirarsi.
La notte del 31 gennaio un prigioniero paraguaiano riuscì a fuggire dalle imbarcazioni spagnole e a raggiungere la riva, dove fu accolto dai patrioti; il fuggitivo rivelò loro il piano spagnolo, che era quello di sbarcare con una forza più grande e saccheggiare il convento, dove si supponeva che la popolazione avesse nascosto il proprio denaro. Escalada mandò un messaggero a San Martín, che accelerò il passo delle sue truppe, arrivando la notte del 2 febbraio a San Lorenzo. I granatieri entrarono nel convento da una porta secondaria, con la proibizione da parte del loro comandante di accendere fuochi o parlare a voce alta; San Martín salì sulla torre della chiesa con un cannocchiale per studiare il campo di battaglia.

## Il campo di battaglia

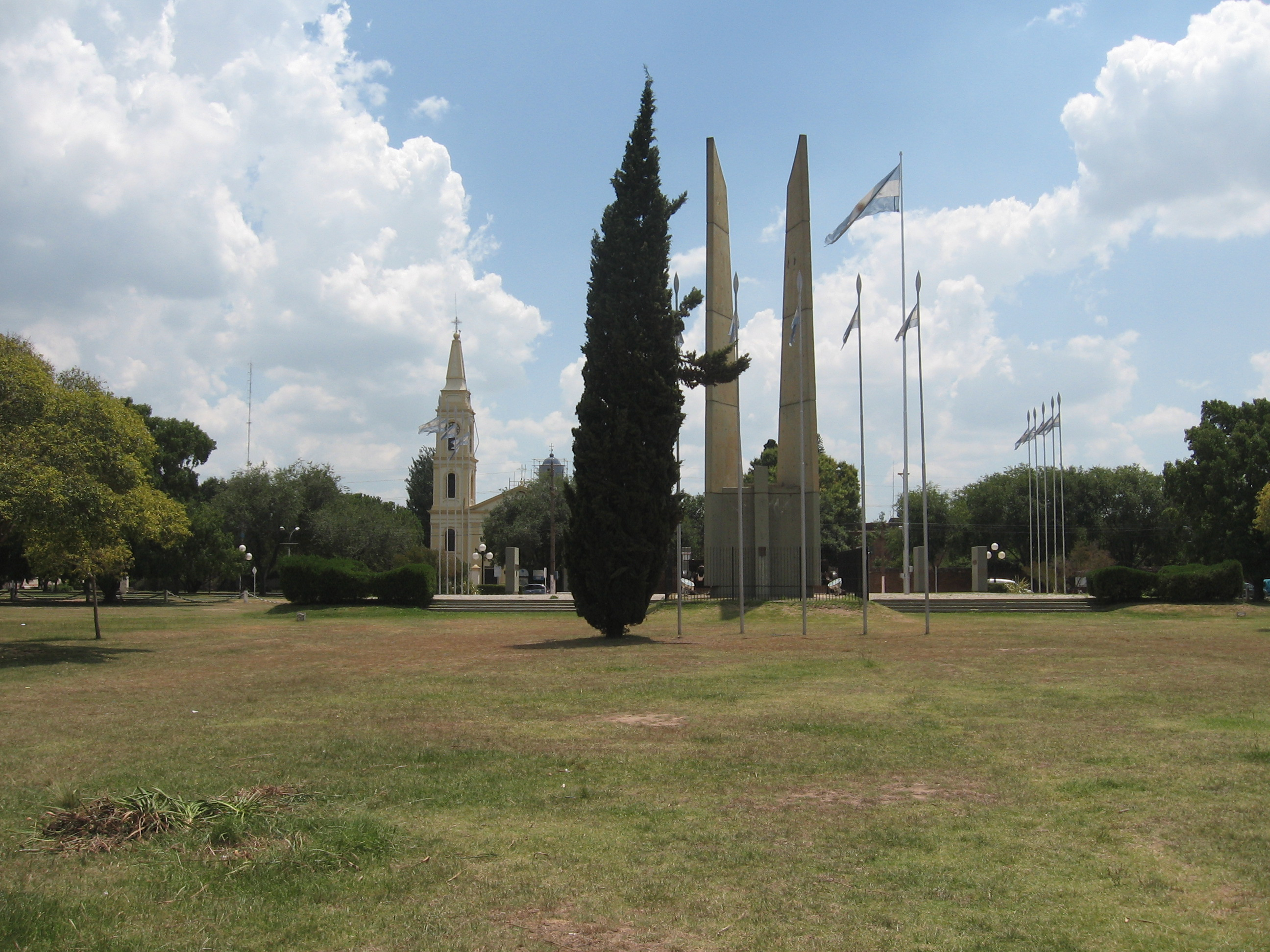
Il Campo de la Gloria a San Lorenzo, luogo della battaglia. Sullo sfondo il monumento in memoria dello scontro e il convento di San Carlos.

La battaglia fu combattuta sul sito dove è situata la moderna città di San Lorenzo, nella provincia di Santa Fe, sulla sponda occidentale del fiume Paraná, che qui presenta la sua maggiore ampiezza. L'argine destro del fiume, in quel punto, si presenta come una muraglia, accessibile dall'acqua solo attraverso alcuni percorsi creati dall'uomo; uno di questi accessi, una scala scavata, si trovava di fronte al luogo in cui erano ormeggiate le imbarcazioni spagnole. Sopra l'argine si estende una pianura disseminata di arbusti; il convento di San Carlos si trovava allora isolato in questa spianata, a poca distanza dal fiume.
Il posto era difficile da difendere senza artiglieria, visto che il terreno piano non permetteva attacchi a sorpresa. A parte il convento, il campo di battaglia non offriva all'esercito patriota alcuna barriera naturale da sfruttare; tuttavia il terreno piatto era l'ideale per le manovre della cavalleria e la distanza tra la chiesa e la sponda del fiume era sufficiente per una carica. I realisti, dall'altra parte, potevano supportare le loro truppe dalle imbarcazioni nel fiume; senza l'aiuto di una squadriglia navale o dell'artiglieria, San Martín non aveva la possibilità di attaccare le navi nemiche. Lo stretto passaggio nell'argine, tuttavia, avrebbe potuto dargli la possibilità di imbottigliare le truppe spagnole in un'eventuale ritirata anche sotto la protezione dei loro cannoni. San Martín studiò il campo di battaglia e pensò il piano da attuare durante la notte, mentre i granatieri si nascondevano nel convento.

## La battaglia
I granatieri lasciarono il convento all'alba, mettendosi in formazione dietro l'edificio. San Martín vide dalla torre della chiesa lo sbarco dei nemici al sorgere del sole; montò il suo cavallo, fece un breve discorso alle sue truppe e si preparò a condurre la battaglia. La sua strategia consisteva nel dividere la sua cavalleria in due colonne di 60 uomini ciascuna e accerchiare il nemico con un'azione a sorpresa, mettendolo in trappola. La cavalleria non avrebbe dovuto sparare, ma attaccare usando le lance e le spade. La colonna di destra fu guidata da Justo Germán Bermúdez, mentre lo stesso San Martín si pose a capo della sinistra. I realisti marciarono in due colonne con i due cannoni e la bandiera spiegata al suono dei tamburi; il corno dei granatieri suonò per la prima volta, iniziando la battaglia.

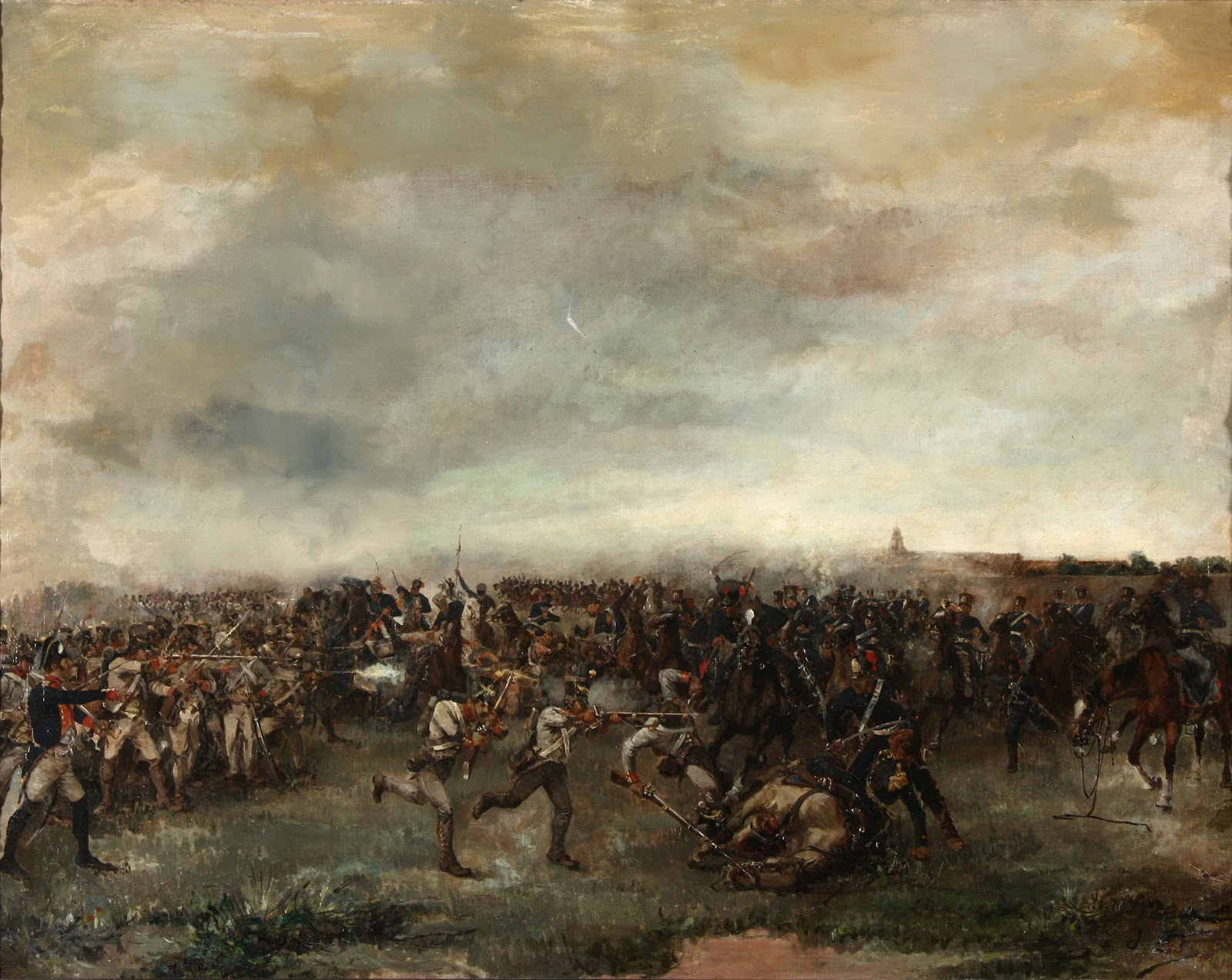
Battaglia di San Lorenzo, opera di Julio Fernánez Villanueva.

La colonna di San Martín fu la prima a raggiungere il nemico. I due cannoni e le batterie delle navi supportarono i realisti, che furono però sorpresi dalla carica nemica e, incapaci di formare un quadrato, dovettero indietreggiare. San Martín fu raggiunto da una serie di colpi che uccisero il suo cavallo e lo ferirono ad una gamba; caduto a terra, sarebbe stato finito dalla baionetta di un realista se non fosse intervenuto un suo soldato, Juan Bautista Baigorria, a sventare la minaccia. Un altro suo granatiere, Juan Bautista Cabral, lo liberò dal peso del cavallo prima di venire colpito mortalmente.
Mentre l'alfiere Hippolyte de Bouchard strappava di mano il vessillo nemico uccidendo il portabandiera e rischiando la vita, Bermúdez effettuò la sua carica. Gli spagnoli non poterono sostenere lo scontro; lasciando i loro cannoni sul campo, si radunarono sull'argine, dove tentarono di formare il loro quadrato. I cannoni delle navi spararono per coprire la ritirata, colpendo mortalmente il capitano Bermúdez, che aveva preso il comando dopo la caduta di San Martín; anche il tenente Manuel Díaz Vélez, che lo accompagnava, fu ucciso. Incapaci di tenere la posizione, gli spagnoli si ritirarono sulla spiaggia, protetti dall'argine; alcuni di loro, non trovando il percorso per scendere, saltarono disperatamente nella scarpata.
I realisti lasciarono sul campo 40 morti, 14 prigionieri, 2 cannoni e 50 fucili; lo stesso Zabala fu ferito nell'azione. I patrioti ebbero 15 morti e 27 feriti.

## Conseguenze
Anche se la storiografia argentina conferisce una notevole importanza alla battaglia, questa ebbe una modesta influenza militare nella guerra d'indipendenza. La grande evidenza data all'episodio dipende in principal modo dal fatto che vi combatté San Martín, mentre il numero delle forze in campo può permettere di ritenerla un piccolo scontro armato più che una vera e propria battaglia, che non ebbe grandi ripercussioni nello sviluppo della guerra d'indipendenza argentina. La vittoria non impedì le incursioni navali realiste, che continuarono. Solo William Brown riuscì a porre termine alla supremazia navale spagnola l'anno successivo.
San Martín non prese ostaggi né chiese riscatti, ma cercò di restaurare relazioni pacifiche con i realisti. Zabala richiese assistenza per i suoi feriti, che il comandante patriota accordò; i due condivisero in seguito una colazione. San Martín era consapevole del fatto che le idee illuministe avevano influenzato molti dei militari spagnoli che avevano partecipato alle guerre napoleoniche, e si attendeva di convincere Zabala che l'assolutismo fosse una cattiva causa da difendere. Successivamente, Zabala avrebbe raggiunto le forze patriote guidate da San Martín quando questi amministrava la città di Mendoza.

## La marcia di San Lorenzo
Il musicista Cayetano Alberto Silva compose nel 1901, in onore della battaglia, la Marcia di San Lorenzo; inizialmente la composizione doveva chiamarsi San Martín, ma in seguito le fu dato il nome di San Lorenzo anche in onore del ministro della guerra Pablo Ricchieri, nativo di San Lorenzo, a cui fu dedicata dall'autore. La marcia fu suonata per la prima volta in pubblico a Rosario nel 1902, in occasione dell'inaugurazione di un monumento a San Martín. Anni più tardi, nel 1908, il professor Carlos Javier Benielli scrisse il testo della marcia, rievocando lo scontro e il sacrificio di Juan Bautista Cabral.
La marcia è divenuta famosa in tutto il mondo, e fu eseguita anche alle cerimonie di incoronazione dei sovrani britannici Giorgio V ed Elisabetta II. Inoltre, la marcia viene suonata durante il cambio della guardia a Buckingham Palace.